# Ponizowje (wieś w rejonie rudniańskim)
Ponizowje (ros. Понизовье) – wieś (ros. деревня, trb. dieriewnia) w zachodniej Rosji, na osiedlu wiejskim Ponizowskoje w rejonie rudniańskim (obwód smoleński).

## Geografia
Miejscowość położona jest nad rzeką Suchaja Polennica, 2 km od centrum administracyjnego osiedla wiejskiego (sieło Ponizowje), 36 km od centrum administracyjnego rejonu (Rudnia), 83 km od Smoleńska.
W granicach miejscowości znajdują się ulice: Wołotowskaja, Zariecznaja.

## Demografia
W 2010 r. miejscowość liczyła sobie 99 mieszkańców.